# Wikipedija na turskom jeziku
Wikipedija na turskom jeziku je izdanje Wikipedije na turskom jeziku. Pokrenuta je 5. prosinca 2002. i broji 643 413 članak. Turska Wikipedija svake godine ima oko 3 milijarde pregleda stranica.
U ožujku 2017., prije blokade Wikipedije u Turskoj, 90 % pregleda stranica turske Wikipedije bilo je iz Turske. Njemačka je druga s 2 %. Azerbajdžan je bio treća zemlja sa 1,4 % udjela.

## Povijest
Godine 2006. Wikipedija na turskom jeziku nominirana je u kategoriji znanosti za nagrade Altın Örümcek Web Ödülleri te Golden Spider Web Awards, koji su poznati kao "Web Oscari" za Tursku. U siječnju 2007. turska Wikipedija na turskom jeziku dobila je nagradu za "Najbolji sadržaj" u ovom natjecanju. Nagrada je dodijeljena na svečanosti 25. siječnja 2007. na Tehničkom sveučilištu u Istanbulu.
Turska vlada je 29. travnja 2017. blokirala pristup Wikipediji. Dok razlozi blokade nisu otkriveni, neki vjeruju da je enciklopedija blokirana zbog zabrinutosti turske vlade zbog članaka koji kritiziraju njezine postupke vezane uz suradnju Turske i ISIL-a. U prosincu 2019. Ustavni sud Turske presudio je da je zabrana prekršila slobodu izražavanja. Dana 15. siječnja 2020. zabrana je ukinuta nakon 991 dan.

## Broj članaka
- Siječanj 2004. – 100 članaka
- Srpanj 2004. – 1000 članaka
- Studeni 2005. – 10 000 članaka
- Ožujak 2007. – 55 000 članaka
- Veljača 2008. – 100 000 članaka [11]
- 9. prosinca 2012. – 200 000 članaka
- 27. travnja 2021. – 400 000 članaka
- 8. srpnja 2022. – 500 000 članaka
- 6. travnja 2024. – 600 000 članaka

## Vanjske poveznice
- Turska Wikipedija